# Comuna Constantinovca, Edineț
Comuna Constantinovca este o comună din raionul Edineț, Republica Moldova. Este formată din satele Constantinovca (sat-reședință) și Iachimeni.

## Demografie
Conform datelor recensământului din 2014, comuna are o populație de 537 de locuitori. La recensământul din 2004 erau 623 de locuitori.

## Administrație și politică
Componența Consiliului local Constantinovca (9 consilieri), ales la 5 noiembrie 2023, este următoarea:
|  | Partid                                       | Consilieri | Componență | Componență | Componență | Componență | Componență | Componență |
|  | -------------------------------------------- | ---------- | ---------- | ---------- | ---------- | ---------- | ---------- | ---------- |
|  | Partidul Socialiștilor din Republica Moldova | 6          |            |            |            |            |            |            |
|  | Partidul Social Democrat European            | 3          |            |            |            |            |            |            |